# Zentrale Lähmung
Eine zentrale Lähmung stellt einen teilweisen oder vollständigen Verlust der Willkürmotorik dar. Sie kann durch akute oder sich chronisch entwickelnde Schädigung der Pyramidenzellen im Gyrus praecentralis oder durch Beeinträchtigungen der Pyramidenbahn hervorgerufen werden. Es handelt sich dabei um Schädigungen der Projektionsfelder und -bahnen. Bei akuten Verläufen handelt es sich meist um vaskuläre Ereignisse, die als Schlaganfall bzw. als Apoplexie bezeichnet werden und sich als Hemiplegie äußern. Hieraus resultiert eine komplexe Symptomatik, da nicht nur ausgedehnte cerebrale Ursprungsfelder der Motorik als Orte der Schädigung zu berücksichtigen sind, sondern auch die diversen Endigungen der Bahn im zentralen Nervensystem. Diese sind weit verzweigt – sowohl dendritisch als auch axonal („Baum mit ausgebreitetem Wurzel- und Astsystem“). Die entsprechenden „zentralen“ Schäden verursachen zusätzlich zur Lähmung zunächst eine schlaffe und dann eine spastische Symptomatik.

## Abgrenzung zentrale und periphere Lähmung
Die Pyramidenbahn stellt das erste Neuron der motorischen Nervenbahn dar, auf denen sich die auslösende Erregung für eine gezielte und bewusst ablaufende Bewegung ausbreitet. Wird das zweite Neuron der Nervenbahn in den Vorderhornzellen des Rückenmarks von einer Noxe betroffen, so resultiert eine schlaffe oder periphere Lähmung. Sie tritt in der Regel auch als Anfangsstadium der zentralen Lähmung auf. Obwohl die Symptomatik dieser Lähmung auch von der Lokalisation der Schädigungsmuster (entzündlich, infektiös, vaskulär, tumorös usw.) modifiziert wird, gibt es doch einige gemeinsame Eigenschaften des Erscheinungsbildes, die durch den Systemcharakter der pyramidalen Nervenbahn und die Verflechtungen mit dem EPS bedingt sind.

## Systemcharakter der Lähmung
Das übereinstimmende Erscheinungsbild einer zentralen Lähmung ist trotz der durch unterschiedliche Lokalisation einer Schädigung hervorgerufenen Symptome ist durch folgende Gemeinsamkeiten bestimmt:
1. distale Prädilektionshaltung
2. Spastik

Zu 1.
- Für Muskulatur mit doppelseitig angelegter Nervenversorgung durch jeweils eine Hirnhälfte ist die Funktion wenig oder kaum geschädigt. Zu diesen Hirnnerven zählen die Kerne für die Augenmuskeln, der obere Teil der durch den N. facialis versorgten Gesichtsmuskulatur (Zentrale Fazialisparese), die Zungen-, Kau-, Schluck-, Schling- und Kehlkopfmuskulatur. Doppelseitig ist auch die nervöse Versorgung der Rumpfmuskulatur. Hierdurch sind lebensnotwendige Funktionen wie Augenschluss, Kauen, Schlucken und die Atmung erhalten.
- Die motorische Prädilektionshaltung ist bedingt durch Rückzug auf frühe Stadien der motorischen Entwicklung. Dies ist durch die vom Ausmaß der Schädigung abhängige zunehmende Entdifferenzierung von Funktionen bedingt. Die differenziertesten Funktionen wie etwa die Feinmotorik sind als erste von der Lähmung betroffen.
  - Lähmungen sind an den Armen stärker, an den Beinen weniger stark ausgeprägt. Die Feinmotorik der Finger ist besonders früh betroffen. Bei der Rückbildung der Lähmungserscheinungen sind umgekehrt Besserungen zuerst im Bereich der Beine und später der Füße, zuletzt der Arme und später der Hände festzustellen. Die Besserung schreitet also im Bereich der Extremitäten von proximal nach distal voran.
  - Am Arm werden Pronatoren, Adduktoren und Flexoren weniger betroffen von der Lähmung als ihre Antagonisten. – Am Bein sind umgekehrt die Supinatoren, Abduktoren und Extensoren weniger betroffen. Hieraus resultiert der von Carl Wernicke und Ludwig Mann zuerst beschriebene Pädilektionstyp.